# Parendacustes umbra
Parendacustes umbra är en insektsart som beskrevs av Andrej Vasiljevitj Gorochov 2005. Parendacustes umbra ingår i släktet Parendacustes och familjen syrsor. Inga underarter finns listade i Catalogue of Life.